# Nationalisme libyen

Drapeau de la Libye.

Le nationalisme libyen fait référence au nationalisme des Libyens et à la culture libyenne. Le nationalisme libyen commence à émerger avec la création de l'ordre religieux des Sanoussi dans les années 1830, qui mêlent le soufisme nord-africain à l'islam orthodoxe. Après la colonisation de la Libye par l'Italie, les adversaires de la domination coloniale italienne de Tripolitaine et de Cyrénaïque unissent leurs forces en 1922, avec le chef Omar al-Mokhtar menant la révolte contre les forces italiennes en Libye. La Libye devient un État indépendant après la Seconde Guerre mondiale.
La Libye sous Mouammar Kadhafi favorise d'abord le panarabisme, mais plus tard abandonne, Kadhafi réalisant une guerre irrédentiste avec le Tchad sur la bande d'Aouzou.

## Histoire

### Deuxième moitié du XIXesiècle
Dans les années 1840, l'ordre religieux des Sanoussi atteignirent les frontières de la Libye avec l’aide du cheikh algérien El-Sayyid Mohammed ben Ali Al-Sanoussi, aussi connu sous le nom de Grand Sanoussi. L'ordre Sanoussi crée une unification spirituelle, un sentiment de communauté, parmi le peuple libyen. Il s'occupe de l'aspect spirituel de la religion de l'islam. Leur présence est perceptible parmi les tribus libyennes, ce qui donne à la religion plus de pouvoir et d'influence dans la région. Il joue un rôle important dans la création de la cohésion entre les tribus et dans le maintien de la paix entre les tribus et la prévention des conflits. Au sein de la politique, l'ordre Sanoussi se préoccupe d'étendre la portée de l'islam. Il devient plus important en Libye, au point que l'on pourrait éventuellement parler d'un État dans l'État dirigé par l'ordre Sanoussi.

### XXesiècle
Depuis le XIXe siècle, l'Italie a des ambitions coloniales en Libye. En 1912, la puissance européenne envahit et annexe la Tripolitaine et la Cyrénaïque juste après leur reconnaissance par les Ottomans par le traité de Lausanne. Le pouvoir est partagé entre l'ordre Sanoussi et les autorités italiennes en Libye. Après que les Sanoussi prient le parti de l'Empire ottoman pendant la guerre et que ce dernier perde, Mohammad Idris prend la tête des négociations avec les Britanniques. En 1922, les différents groupes nationalistes de Tripoli décident de mettre de côté leurs divergences et reconnaissent Idris comme le dirigeant légitime de la Libye. Avec sa nomination, la guerre entre les Sanoussi et les Italiens recommence. Après une autre victoire italienne, des milliers d'Italiens immigrent sur le sol libyen. Pendant la Seconde Guerre mondiale, Idris s'enfuit en Égypte où il est protégé par les Britanniques. Il accède finalement au trône lorsque la Libye est unifiée sous une monarchie constitutionnelle, après la défaite de l'Italie et de l'Allemagne.
Le roi Mohammad Idris est renversé lors du coup d'État de 1969 dirigé par le capitaine Mouammar Kadhafi. Inspiré par Nasser en Égypte, Kadhafi rejoint son projet d'unité régionale, également appelé panarabisme, visant à créer un État arabe commun. Dans ce projet, Kadhafi considère l'islam comme un pilier essentiel, se rapprochant ainsi des idées de panislamisme. L'islam fonctionne comme un facteur unificateur de pertinence universelle. Kadhafi veut promouvoir une alternative au communisme et aux philosophies capitalistes dans la troisième théorie internationale. Cette théorie, développée dans Le Livre vert, s'adresse non seulement au monde arabe mais à l'ensemble du monde et promouvoit la démocratie directe à travers le Comité général du peuple établissant un dialogue direct entre la population et le gouvernement.

### XXIesiècle
Avec l'échec du mouvement panarabiste, Kadhafi se tourne vers le panafricanisme. Il a été nommé président de l'Union africaine en 2009 et expose ses idées sur le continentalisme, Kadhafi ne croyant pas en la possibilité d'États africains forts individuellement. Il affirme que, pour trouver leur force et être en mesure de défier des puissances plus grandes, les États africains doivent s'unir. Il défend également la création d'une armée continentale, arguant qu'aucun État ne peut prospérer sans une armée continentale. Au cours du mouvement de résistance libyenne de 2011, Kadhafi est renversé. Par la suite, le Conseil national de transition et les acteurs armés non étatiques ne parviennent pas à redresser le pays, par manque de leadership et d'unité. Les acteurs armés non étatiques jouent un rôle important dans l'édification de l'État libyen après 2011 : ils fournissent au peuple libyen, entre autres, des services de sécurité et des services sociaux.

## Diaspora
Après le coup d'État de 1969, de nombreux ressortissants libyens fuient la Libye, ce qui entraîne la création d'une diaspora libyenne à travers le monde en Amérique du Nord, en Europe et dans la région MENA En particulier, l'immigration libyenne vers la Tunisie est un phénomène à long terme,. Pendant le printemps arabe de 2011, des Libyens du monde entier soutiennent et participent à la révolution libyenne. La diaspora partage un sentiment commun d'appartenance à une seule nation, de connexion et d'appartenance à une seule communauté. Les médias sociaux sont un facteur important pour rendre cela possible.